# فلتنر اف‌ال ۲۸۲
فلتنر اف‌ال ۲۸۲ کولیبری (مرغ مگس) (آلمانی: Flettner Fl 282 Kolibri)‌ یک بالگرد نظامی تک‌سرنشین با پروانه‌های تداخلی ساخت شرکت فلتنر در آلمان بود که نخستین پرواز خود را سال ۱۹۴۱ انجام داد.

## طراحی و استفاده
بالگرد اف‌ال ۲۸۲ نسخه بهبود یافته اف‌ال ۲۶۵ بود. اوایل سال ۱۹۴۰ سفارش ۳۰ پیش‌نمونه و ۱۵ نمونه پیش‌تولید صادر شد. پیکربندی پایه بدنه همانند نسخه پیشین بود؛ با این تفاوت اساسی که موتور برامو اس‌ها ۱۴آ در مرکز بدنه و اتاقک خلبان در دماغه قرار داشت. اتاقک در ۲۴ پپیش‌نمونه تولید شده حالات مختلف سرپوشیده، نیمه‌سرپوشیده و سر باز بود. برخی از تولیدات شامل دو سرنشین می‌شد که در آن‌ها دیده‌بان در جایگاه پشت چرخانه می‌نشست و دیدش به پشت هواگرد بود.
کریگس‌مارینه سال ۱۹۴۲ کارآزمایی اف‌ال ۲۸۲ را آغاز کرد. هواگرد قابلیت هدایت‌پذیری بسیار بالا و ثبات زیاد در شرایط آب‌وهوایی بد داشت و قابل‌اتکا بود. سال ۱۹۴۳ بیست فروند از پیش‌نمونه‌های تولیدشده از عرشه کشتی‌های جنگی آلمانی در دریای اژه و مدیترانه در ماموریت شناسایی و حافظت از کاروان‌ها به‌کار گرفته شدند. عملکرد مناسب اف‌ال ۲۸۲ سبب سفارش ۱٬۰۰۰ فروند از آن گشت. به هر صورت با حملات بمب‌افکن‌های متفقین به کارخانه‌های ب‌ام‌و و فلتنر امکان تولید آن‌ها فراهم نیامد. تنها سه فروند تا پایان جنگ باقی ماند و مابقی برای جلوگیری از به‌غنیمت درآمدن آن‌ها، منهدم شدند.

## مشخصات فنی
اف‌ال ۲۸۲ فا۲۱:
مشخصات عمومی
- طول بدنه: ۶.۵۶ متر
- قطر روتور: ۱۱.۹۶ متر

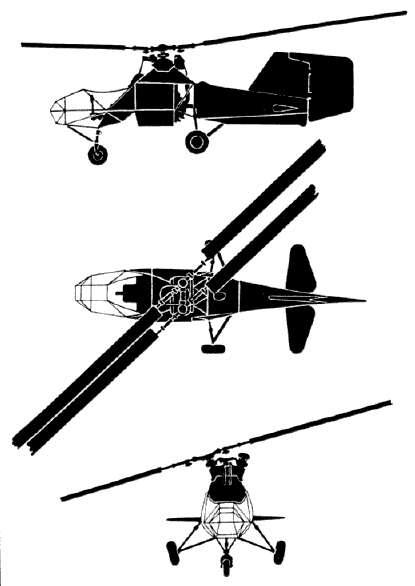

- مجموع مساحت تیغه‌ها: ۲۲۴.۹۹ متر مربع
- ارتفاع: ۲٫۲ متر
- وزن خالی: ۷۶۰ کیلوگرم
- حداکثر وزن هنگام برخاستن: ۱٬۰۰۰ کیلوگرم
- نیر محرکه: ۱ × موتور شعاعی پیستونی ۷ سیلندر برامو اس‌ها ۱۴آ: ۱۶۰ اسب بخار (۱۱۹ کیلووات)

عملکرد
- حداکثر سرعت: ۱۵۰ کیلومتر بر ساعت در سطح دریا
- سقف پرواز: ۳٬۳۰۰ متر
- برد: ۱۷۰ کیلومتر